# Maria Branyas Morera
Maria Branyas Morera (San Francisco, 1907. március 4. – Olot, 2024. augusztus 19.) amerikai születésű spanyol korrekorder, aki Lucile Randon 2023. január 17-i halála óta a világ legidősebb igazolt élő személye volt.

## Élete
Egy katalán származású, emigráns spanyol család gyermekeként született, akik 1906-ban költöztek oda. Családjával később Texasba, majd New Orleansba költözött. New Orleans-i tartózkodása alatt édesapja, Josep újságíróként dolgozott, és megalapította a spanyol nyelvű Mercurio magazint. A család 1915-ben úgy döntött, hogy visszatér Katalóniába a Branyas apját érintő események miatt. Mindketten anyagi nehézségekkel küzdöttek, csődöt jelentettek be, és orvosa romló egészségi állapota közepette javasolta a költözést. Az első világháború alatt az Atlanti-óceánon a német haditengerészet jelenléte miatt hajójuknak Kubán és az Azori-szigeteken keresztül kellett utaznia a biztonságos áthaladás biztosítása érdekében. Az út során Branyas az egyik fülére megsüketült, miközben a testvéreivel játszott és leesett a felső fedélzetről az alsóra. Branyas apja gümőkorban halt meg az út során, anyja később újraházasodott. A család először Barcelonában telepedett le, majd északkeletre, Banyoles városába költözött.
1931 júliusában Branyas hozzáment egy Joan Moret nevű traumatológushoz, akitől három gyermeke született. A spanyol polgárháború alatt Branyas ápolónőként dolgozott férje oldalán egy nacionalista tábori kórházban Trujillóban, Extremadurában. Később Gironában éltek, ahol Moret az Obra Sindical 18 de Julio egészségügyi szervezet regionális vezetője lett, majd 1972 és 1974 között a gironai Josep Trueta Kórház igazgatója volt. Branyas ápolónőként dolgozott, férje asszisztense volt annak 1976-ban bekövetkezett haláláig.
Az 1990-es években Branyas Egyiptomba, Olaszországba, Hollandiába és Angliába utazott, varrással, zenével és olvasással foglalkozott. 2000-ben, 93 éves korában egy idősek otthonába költözött a katalóniai Olotban, miután tüdőgyulladást kapott. Branyast aktív lakosként írták le, és addig folytatta a gyakorlatokat, amíg mozgásképessége meg nem romlott. Branyas 108 éves koráig zongorázott, és halláskárosodása miatt most hang-szöveg platformot használ a kommunikációhoz. 11 unokája van, és túlélte legidősebb fiát, Augustot, aki 86 évesen halt meg egy traktorbalesetben.

## Egészsége
Branyas 2007-ben centenárius, 2017-ben pedig szupercentenárius lett, amit 1000 centenáriusból körülbelül egy ér el. 2020 márciusában Branyas lett az akkori legidősebb személy aki felépült a Covid19-ből. A The Observernek adott interjújában az idősekkel való jobb bánásmódra szólított fel: „Ez a világjárvány rávilágított arra, hogy az idősek társadalmunk elfelejtett emberei. Egész életükben küzdöttek, feláldozták idejüket és álmaikat a mai életminőségért. Nem érdemelték meg, hogy így hagyják el a világot.”
2020 júliusában a Spanyol Nemzeti Kutatási Tanács és a Dalt Gyógyszertár kutatási tanulmányt készített a koronavírus-járvány idősotthonok lakóira gyakorolt hatásáról. A tanulmányt Proyecto Branyas („Branyas projekt”) nevezték el tiszteletére.

## Fordítás
Ez a szócikk részben vagy egészben  a   Maria Branyas című angol Wikipédia-szócikk fordításán alapul.  Az eredeti cikk szerkesztőit annak laptörténete sorolja fel. Ez a jelzés csupán a megfogalmazás eredetét és a szerzői jogokat jelzi, nem szolgál a cikkben szereplő információk forrásmegjelöléseként.